# بوب شارب
بوب شارب (بالإنجليزية: Bob Sharpe)‏ (20 ديسمبر 1925 في المملكة المتحدة - 21 فبراير 2014) هو لاعب كرة قدم بريطاني (وحمل سابقاً جنسية المملكة المتحدة لبريطانيا العظمى وأيرلندا) في مركز الظهير. لعب مع دونفرملين أثلتيك وريث روفرز وBlackhall Colliery Welfare F.C. ‏ وRosyth F.C. ‏ وThornton Hibs F.C. ‏ ودارلينجتون إف سى.